# Kathleen Ollerenshaw
Kathleen Mary Timpson Stops (Mánchester, 1 de octubre de 1912 - Didsbury, 10 de agosto de 2014), conocida como Kathleen Ollerenshaw, fue una matemática, política y educadora británica.
Galardonada como Dama Comendadora de la Orden del Imperio Británico, conocida en el campo de las matemáticas por sus aportaciones sobre los cuadrados mágicos.

## Biografía
Ollerenshaw era hija de Mary Stops y Charles Timpson, magistrado, y nació en la localidad británica de Mánchester en el seno de una familia que poseía zapaterías por todo el país. Sufrió sordera a causa de una enfermedad que padeció en su infancia. Aprendió a leer los labios a los 8 años y hasta los 30 no recibió su primer audífono.
Asistió a la escuela Lady Barn House de Mánchester, donde ya destacó en matemáticas, y al internado St Leonard's, en Saint Andrews, Escocia.
En 1937, comenzó a trabajar como estadística en el Instituto Shirley de Didsbury, el centro de investigación de la industria del algodón, empleo que abandonó tras el nacimiento de sus dos hijos con Robert Ollerenshaw, con quien se casó en 1939. Aun así, continuó con su trabajo matemático, y obtuvo el doctorado en matemáticas en el Somerville College. Además, fue profesora en la Universidad de Mánchester.
Resolvió un dilema matemático relacionado con los cuadrados mágicos aritméticos, que detalló en el libro que escribió con David Brée en 1998, Most-Perfect Pandiagonal Magic Squares: Their Construction and Enumeration.
En 1956, fue elegida concejal de Mánchester como miembro conservador. Durante la década de 1980, fue consejera de educación para la primera ministra británica Margaret Tatcher.
Era aficionada a la astronomía y se convirtió en miembro honorario y vicepresidenta de la Sociedad Astronómica de Mánchester. Publicó varios libros sobre números.

## Reconocimientos
En 1970, fue nombrada Dama Comandante de la Orden del Imperio británico por sus servicios a la educación.

## Obra
- 1977, Primer ciudadano.
- 1983, Cuadrados mágicos de orden cuatro
- 1998, Most perfect Pandiagonal Magic Squares: Their Construction and Enumeration.
- 2004, Que hablemos de muchas cosas.